# Doce de Octubre (Mendoza)
12 de Octubre es una localidad y distrito ubicado en el departamento Santa Rosa de la provincia de Mendoza, Argentina. 
Se encuentra ubicada en el extremo noroeste del departamento, sobre la Ruta Provincial 50, 10 km al oeste de Santa Rosa. En el distrito también se encuentra la localidad de El Marcado.
Cuenta con destacamento policial, escuela primaria, guardería, templo católico y centro de salud. En 2012 se estaban construyendo instalaciones de gas y cloaca.